# Бејборо (Северна Каролина)
Бејборо (енгл. Bayboro) град је у америчкој савезној држави Северна Каролина.

## Демографија
По попису из 2010. године број становника је 1.263, што је 522 (70,4%) становника више него 2000. године.
| Група             | 2000.       | 2010.       |
| Белци             | 345 (46,6%) | 499 (39,5%) |
| Афроамериканци    | 379 (51,1%) | 689 (54,6%) |
| Азијати           | 3 (0,4%)    | 6 (0,5%)    |
| Хиспаноамериканци | 11 (1,5%)   | 40 (3,2%)   |
| Укупно            | 741         | 1.263       |